# Wolfgang Radnai
Wolfgang Radnai, maďarsky Radnai Farkas (25. března 1848 Chișineu-Criș (dnešní Rumunsko) – 14. října 1935 Sümeg, Maďarsko) byl římskokatolický biskup, 11. diecézní biskup banskobystrické diecéze. Po své rezignaci dne 16. prosince 1920 byl jmenován titulárním arcibiskupem axomiským.

## Životopis
Narodil se 25. března 1848 v Chişineu-Criş (maďarsky Kisjenő) v bihárské župě (dnešní Rumunsko). V roce 1871 si změnil příjmení z Rillhamer na Radnai.
Po rozpadu Uherska a vzniku Československa byl několik týdnů internován a 25. března 1919 ho československá vláda vykázala do Maďarska, kde až do své smrti v roce 1935 žil v letním sídle veszprémského biskupa v Sümegu.